# Mt. Gox
Mt.Gox是一間位於日本東京都澀谷區的比特币交易所。因其谐音，Mt.Gox在中国大陆被戏称为门头沟交易所。
Mt.Gox最初由傑德·麥卡萊布在2010年7月建立，在2011年3月卖给了由馬克·卡佩勒斯創建的Tibanne Co.。2014年2月因被黑客盜取比特幣而下線，暫停網上交易。不久申請破產保護。

## 歷史
Mt.Gox網站本來是一個卡牌遊戲《魔法風雲會》同好的線上買賣交易平台，由Jed McCaleb所創設，其命名源於魔法風雲會英文名稱「Magic: The Gathering」與線上買賣英文「Online Exchange」合起來的首字母縮略字。McCaleb後將其轉變爲一個比特幣交易平臺，並在2011年將其賣給了馬克·卡佩勒斯。在後者的管理下，Mt.Gox一度成長爲世界上最大的比特幣交易所，承擔全球超過70%的比特幣交易。

## Mt.Gox的交易规则
在Mt.Gox注册了的用户帐户有两个子储蓄帐户，一个是用来储蓄比特币的，一个使用来储存美元或者其他外汇的现金帐户。用户可以用现金帐户中的钱买卖比特币。Mt.Gox并不支持除比特币之外的外汇兑换。
在Mt.Gox交易平台可以进行比特币买卖。就像买卖股票和期货一样，Mt.Gox会将对比特币买入请求和卖出请求按照规则进行排序然后开始匹配，如果符合要求即成交。由于用户提交买入卖出量之间的差异，一个买入或卖出请求可能部分被执行。比如，用户A挂出10个比特币的100$/BTC的卖单，而用户B挂出的买单只要求100$/BTC的5个比特币。那么用户A只能卖出5个比特币，剩下的5个等待下一次交易匹配。
对于资金帐户不足的交易请求，Mt.Gox也会执行。比如，用户A挂出10个比特币每个100$的买单，不考虑手续费这笔交易需要A帐户上有1000$，而实际上A的帐户资金只有500$，在这个时候，Mt.Gox会忽略用户A的现金不足，只执行符合A帐户金额500$的交易即只能成交5个比特币，而剩下5个比特币的交易请求会被暂时保留，如果用户A在随后转账500$的现金到帐，则剩下的交易请求也会被纳入执行请求。

## 交易手续费用
Mt.Gox对低于100个比特币的个人用户每一比交易收取0.6%的手续费，按照比特币交易数量的不同，MT.GOX按照用户的交易次数给予一定的手续费优惠和打折。具体手续费用明细如下表格：
| 交易比特币数量   | 交易费用 | 折扣 (总共) | 折扣 （每次） |
| ---------------- | -------- | ----------- | ------------- |
| 0 到 100         | 0.60%    | 0.00%       | 0.00%         |
| 100 到 200       | 0.55%    | 8.33%       | 8.33%         |
| 200 到 500       | 0.53%    | 11.66%      | 3.64%         |
| 500 到 1000      | 0.50%    | 16.66%      | 5.66%         |
| 1000 到 2000     | 0.46%    | 23.33%      | 8.00%         |
| 2000 到 5000     | 0.43%    | 28.33%      | 6.52%         |
| 5000 到 10000    | 0.40%    | 33.33%      | 6.97%         |
| 10000 到 25000   | 0.30%    | 50.00%      | 25.00%        |
| 25000 到 50000   | 0.29%    | 51.66%      | 3.33%         |
| 50000 到 100000  | 0.28%    | 53.33%      | 3.45%         |
| 100000 到 250000 | 0.27%    | 55.00%      | 3.56%         |
| 250000 到 500000 | 0.26%    | 56.66%      | 3.70%         |
| 大于 500000      | 0.25%    | 58.33%      | 3.85%         |

## 破产
2014年2月24日，Mt.Gox的CEO馬克·卡佩勒斯在博客中宣布退出比特币基金会，随后访问Mt.Gox只返回一个空白页面。2014年2月25日深夜，Mt.Gox官方網站張貼最新訊息，表示以「最近新聞報導和可能對Mt.Gox營運造成衝擊」為由「決定暫時關閉所有交易」。2014年2月28日，Mt.Gox向東京地方法院聲請破產保護，破產研究機構「帝國資料調查公司」（Teikoku Databank, Ltd.）的資料顯示，Mt.Gox負債達65億日圓、2013年度營收為1.35億日圓；帝國資料調查公司在新聞稿中表示，Mt.Gox在本月24日發現自有比特幣10萬枚與使用者比特幣75萬枚被竊。

### 美國聯邦政府介入
2014年2月25日，根據路透社轉載華爾街日報記者引述熟知內情的消息人士的報導，Mt.Gox已經於本月收到美國聯邦政府檢察官的傳喚通知，檢察官要求Mt.Gox應傳喚指示準備特定文件等物件進行報告。

### 陰謀論
網路媒體HITC以新聞標題「Mt. Gox的中斷據傳源於全球政府對於比特幣的鎮壓」報導並引述InterTrader總經理Shai Heffetz的話說：「許多的政府開始了解比特幣對於傳統的法定貨幣可以展現的真正威脅，也因此它們是有意圖要關閉Mt.Gox的。現下全球貨幣戰爭變的激烈而血腥，所有的國家都大量印製鈔票並且扭曲數據以掩蓋他們瘋狂印鈔票的事實。人們口袋裡面的鈔票或許還可以填飽肚子，但事實是，生活支出的代價在過去五年內出現顯著的增加，持續的貨幣寬鬆並無法永續。比特幣和其它的替代貨幣正在開始被認為是傳統法幣的可行性替代方案；因為比特幣無法受到任何政府的操縱，全世界的掌權派開始憂慮並展開一波鎮壓；當被掩蓋的通貨膨脤事實漸漸被外界獲知時，人們就會開始採信某一種獨立的數位貨幣以取代價值遭到過度膨脹的傳統法幣。」

## 破產保護
2014年2月28日，Mt. Gox正式申請破產保護。根據公司財報，Mt. Gox已負債65億日元（約6千4百萬美元），而資產僅餘38億日元。公司稱其損失了接近75萬屬於客戶的比特幣以及約10萬左右屬於公司自身的比特幣，兩者合計約佔世界比特幣總量的7%，按當時匯率估計約值4.73億美元。
2014年3月，Mt. Gox宣稱已尋回20萬枚比特幣。
2019年，東京地方法院裁定尋回的其中141,686枚比特幣交付信託保管，並協商所有債權人投票，選擇清償方案。
2021年10月21日舉行的債權人會議，99%債權人投票通過以「90% 比特幣持有數」為基礎賠償受害者。待東京地方法院後續確認，預計一個月後正式執行。

## 法律問題
2015年，前MtGox執行長馬克·科爾佩勒斯被日本警方逮捕。警方指控該公司社長對系統進行了非法操作，虛增了虛假帳戶的比特幣餘額，以盜取比特幣。